# زوسين

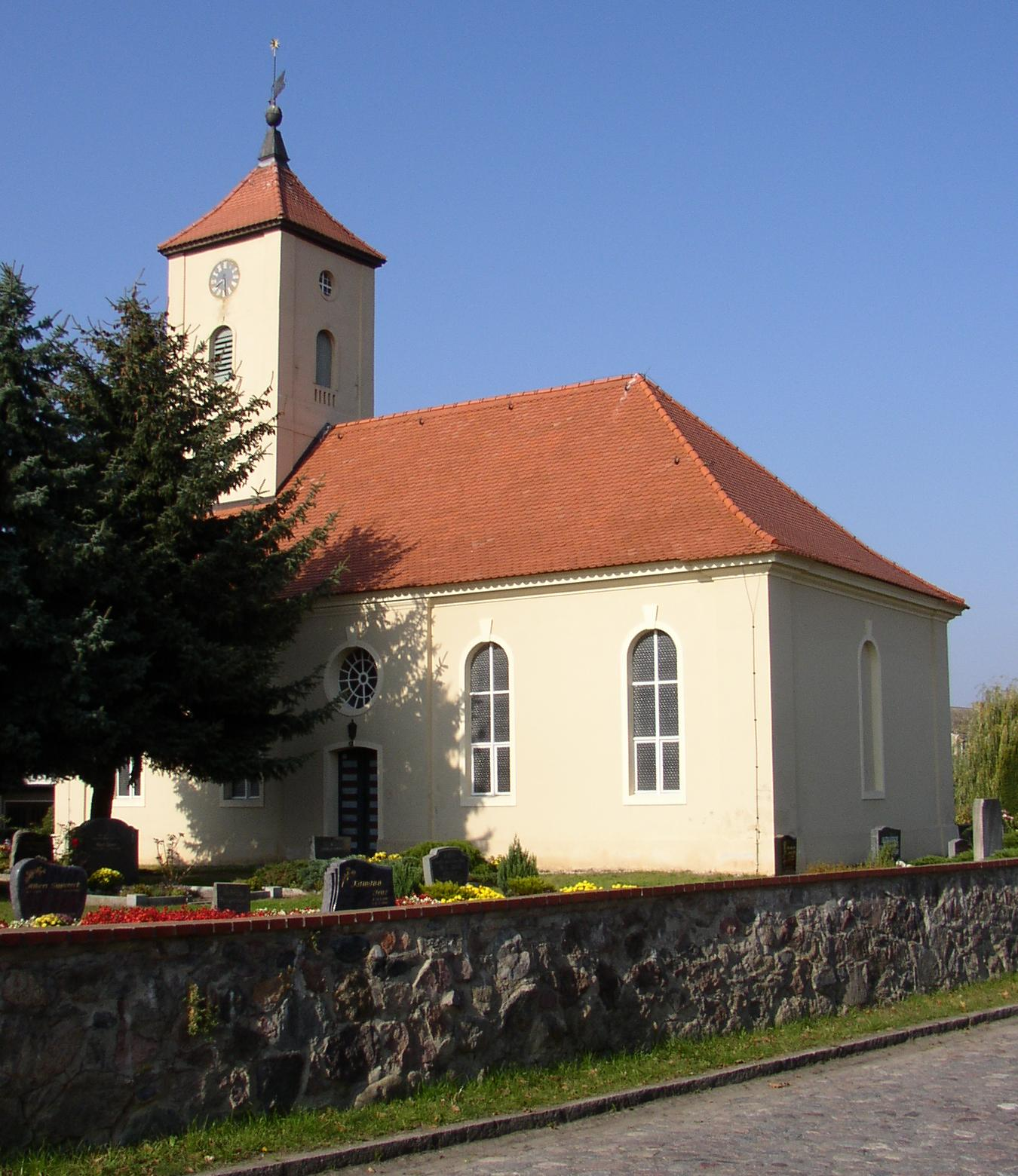
الكنيسة في نونسدورف

Zossen ( Upper Sorbian ) هي مدينة ألمانية في منطقة Teltow-Fläming في براندنبورغ، على 30 كيلومتر (19 ميل) حوالي 30 كيلومتر (19 ميل) جنوب برلين، وبجوار الطريق السريع B96. تتكون Zossen من عدة بلديات أصغر، تم تجميعها معًا في عام 2003 لتشكيل المدينة.

## جغرافية
منذ الإصلاح البلدي لعام 2003، تتألف Zossen من الدوائر والبلديات التالية:
| - جلينيك - هورستفيلد - شونو - Werben - كالينشين - Nächst Neuendorf - نونسدورف - شونيش | - Wünsdorf [الإنجليزية] - Funkenmühle - Lindenbrück - Neuhof - والدشتات - زيش أم سي - زوسين - دابيندورف |

## التاريخ
كانت زوسن، مثل معظم الأماكن في براندنبورغ، في الأصل مستعمرة سلافية. قد يُشتق اسمها (الصربية العليا: سوسني ) من سوسنا التي تعني الصنوبر، وهي شجرة شائعة جدًا في المنطقة.

## العمد
- هانز يورجن لودرز (SPD) 1993-2003
- ميكايلا شرايبر: منذ 2003

## مشاهير

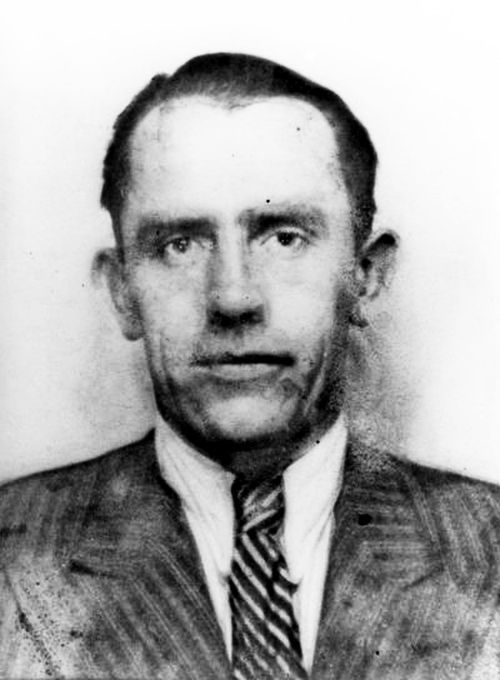
والتر بودوس

- كارل فريدريش أوجست ليمان (1843-1893) ، Stenotachygraphie [الإنجليزية]
- فريدا كاسين (1895-1970) ، سياسية (الحزب الاشتراكي الديمقراطي)
- والتر Budeus (1902-1944) ، شيوعي ومقاتل المقاومة
- روي براغر (مواليد 1971)، لاعب كرة قدم